# Scleroglossum koealagoguambaense
Scleroglossum koealagoguambaense là một loài dương xỉ trong họ Polypodiaceae. Loài này được Baum.-Bod. mô tả khoa học đầu tiên năm 1989.
Danh pháp khoa học của loài này chưa được làm sáng tỏ. 